# Milotice
Milotice är en ort i Tjeckien.   Den ligger i regionen Södra Mähren, i den sydöstra delen av landet, 230 km sydost om huvudstaden Prag. Milotice ligger 183 meter över havet och antalet invånare är 1 941.
Terrängen runt Milotice är platt. Runt Milotice är det ganska tätbefolkat, med 230 invånare per kvadratkilometer. Närmaste större samhälle är Hodonín, 11,8 km söder om Milotice. Trakten runt Milotice består till största delen av jordbruksmark.